# Mariusz Kamiński
Pour les articles homonymes, voir Kamiński.
Mariusz Kamiński, né le 25 septembre 1965 à Sochaczew, est un homme politique polonais membre de Droit et justice (PiS).
Il est député à la Diète depuis octobre 2005, et ministre sans portefeuille, coordonnateur des services secrets depuis novembre 2015. En 2019, il devient ministre de l'Intérieur et de l'Administration jusqu'à la défaite de son parti aux élections de 2023. 

## Biographie
Kaminski est ministre sans portefeuille, en tant que coordinateur des services secrets, du 16 novembre 2015 au 14 août 2019. Il est ensuite ministre polonais de l'Intérieur et de l'Administration du 9 août 2019 jusqu'au 27 novembre 2023, après que le gouvernement PiS a perdu les élections parlementaires de 2023.
Le 9 janvier 2024, lui et un de ses proches collaborateurs, Maciej Wasik, sont arrêtés par la police polonaise dans le palais présidentiel et amenés directement en prison, car en décembre 2023 ils avaient été condamnés à 2 ans ferme pour avoir fait surveiller illégalement un membre du gouvernement en 2007, lorsque Kaminski était le chef du bureau central anticorruption. L’arrestation de l’ex-ministre déclenche une crise politique et constitutionnelle et provoquant des manifestations, le pays étant fracturé en deux fractions pour l'instant irréconciliables,,telles qu'on n'avaient pas vues depuis le rétablissement de la démocratie en Pologne en 1989.